# Bactris major
Bactris major es una especie de palma de la familia de las arecáceas. Es originaria de Centroamérica  donde se distribuye por Costa Rica.

## Información general

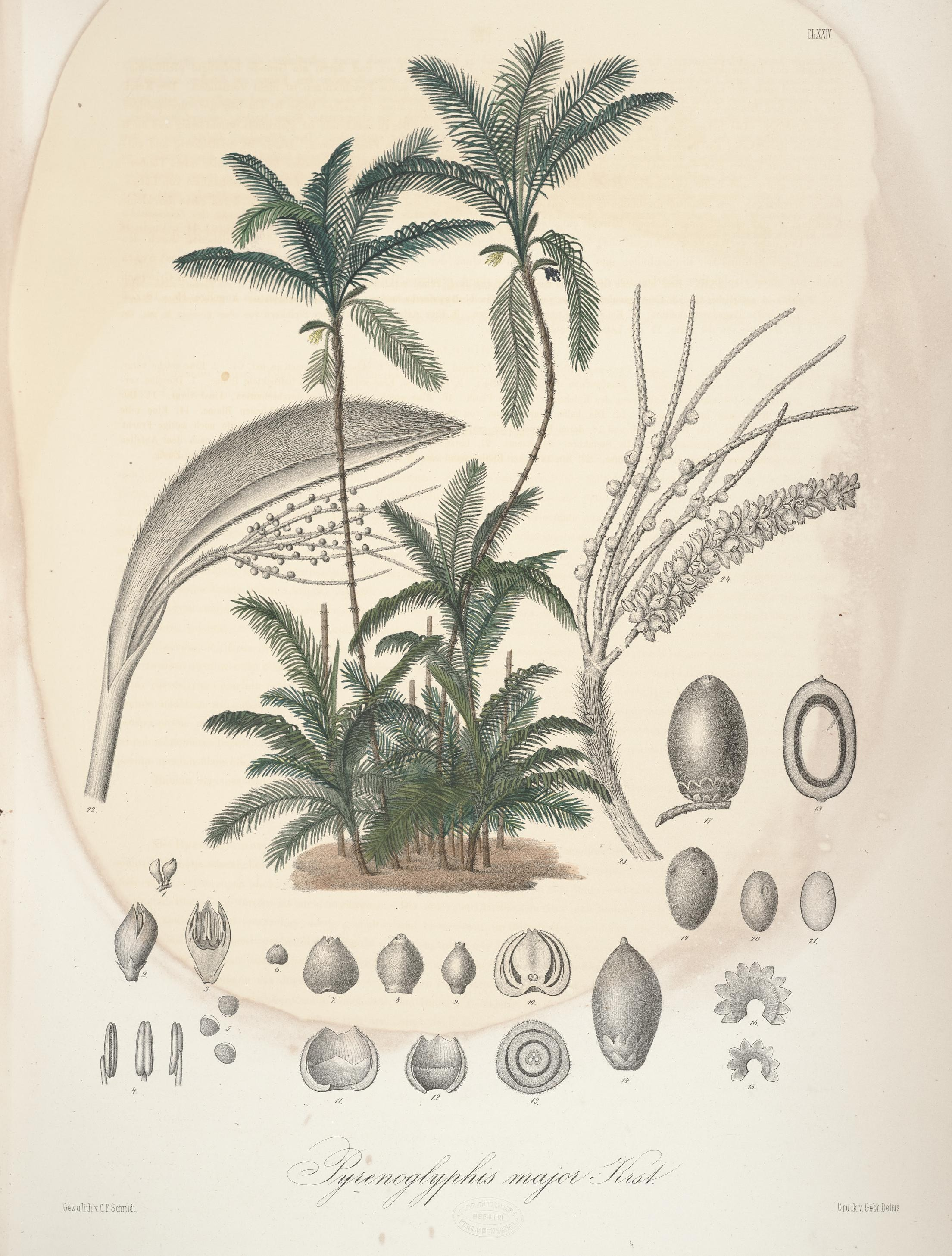
Pl. CLXXIV Florae Columbiae.

La especie es originaria de Belice, Bolivia, el norte y centro-oeste de Brasil, Colombia, Costa Rica, Ecuador, El Salvador, Guatemala, Guyana, Guayana Francesa, Honduras, sur de México, Nicaragua, Panamá, Perú, Surinam, Trinidad-Tobago y Venezuela, donde principalmente habita a lo largo de las zonas costeras del Atlántico y el Pacífico, tanto en bosques como en áreas abiertas, húmedas o estacionalmente secas, frecuentemente cerca de vías fluviales y a baja altitud. El nombre genérico proviene del sustantivo griego «βάκτρον» (bactron), que significa «palo» o «soporte», en referencia al uso de los tallos de algunas especies de este género como palos. El nombre específico es el adjetivo comparativo latino de «magnus», que significa «grande».
Bactris major Jacq. (1781) es una especie monoica que forma densos mechones con tallos erectos o ligeramente arqueados, que alcanzan una altura de 2 a 10 metros y un diámetro de 2 a 6 centímetros. Estos tallos están cubiertos por bases de hojas que tienen espinas negruzcas resistentes de hasta 10 centímetros de largo, excepto en las partes más viejas y lisas. Tienen un color verde oscuro y presentan anillos prominentes y blanquecinos en las cicatrices de las hojas, que están separadas entre 12 y 25 centímetros.
Las hojas, sostenidas por un pecíolo de 0.3 a 1 metro de largo, son pinnadas, tienen una longitud de 0.8 a 2.2 metros y constan de 24 a 46 pares de pinnulas oblongas lineales dispuestas regularmente a lo largo del raquis y en el mismo plano. Cada pinnula mide entre 25 y 60 centímetros de largo y de 1 a 3 centímetros de ancho, con un margen provisto de pequeñas espinas o cerdas. Tanto el pecíolo como el raquis están cubiertos con espinas cortas intercaladas con algunas espinas marrones o negras, que miden de 1 a 6 centímetros de largo, excepto en la base del pecíolo donde pueden superar los 10 centímetros.
Las inflorescencias, ramificadas entre las hojas (intercaladas), se encuentran inicialmente encerradas en una espadilla espinosa, semileñosa y persistente en el fruto. Estas inflorescencias tienen una longitud de 35 a 60 centímetros y contienen flores unisexuales de color amarillo verdoso que generalmente se disponen en tríadas, con una flor femenina entre dos masculinas. Las flores femeninas maduran antes que las masculinas, lo cual favorece la polinización cruzada.
Los frutos son ovoides o elipsoides, miden de 2.5 a 4.5 centímetros de largo y de 1.5 a 3 centímetros de diámetro. Son comestibles y adquieren un color púrpura oscuro cuando están maduros. Por lo general, contienen una sola semilla. La especie se reproduce tanto por semilla como por división. Las semillas requieren suelos drenantes ricos en sustancias orgánicas que se mantengan constantemente húmedos a una temperatura de 26-28 °C. Los tiempos de germinación pueden ser bastante largos, incluso de hasta un año.
Aunque se encuentra ampliamente distribuida en la naturaleza, esta especie se cultiva poco, a pesar de sus robustas espinas. Sin embargo, tiene un considerable potencial ornamental tanto en grupos aislados como para formar barreras impenetrables en parques y grandes jardines, exclusivamente en zonas climáticas tropicales y subtropicales. No tolera temperaturas cercanas a 0 °C y se debe tener cuidado de ubicarla lejos de áreas de paso y descanso.
La especie requiere pleno sol o sombra clara y suelos bien drenados, preferiblemente arenosos, con una buena disponibilidad de agua. Los frutos, que tienen una pulpa amarillenta, jugosa y ligeramente ácida, son ampliamente consumidos por las poblaciones locales, tanto frescos como en la elaboración de bebidas refrescantes y fermentadas. Los tallos se utilizan como postes para cercas, en la construcción de refugios permanentes o improvisados, junto con las hojas, y para hacer cestas. Gracias a su resistencia mecánica, flexibilidad y apariencia, los tallos también podrían ser utilizados de manera ventajosa, después de ser despojados de sus espinas y pulidos, para la creación de muebles y artesanías.

## Nombres comunes
Palma de playa, palma de lata, palma espinosa (en inglés); palma de club espinosa de playa, biscoyol, roseau negro, cocano boy, hones, palma de espina (Belice); marayáu (Bolivia); ç, mumbaca, tucum-mirim (Brasil); corozo de gallina, lata (Colombia); huiscoyol, viscoyol (Costa Rica); guyscoyol (El Salvador); zagrinette (Guayana francesa); coyolito (Nicaragua); caña brava, palma negra, uvito, uvito de parra (Panamá); yarina (Perú); kaw-maka, samoera (Surinam); corozo de marea, cubarro, cucur.

## Descripción
Tiene los tallos cespitosos, de 2–10 m de alto y 2–6 cm de diámetro. Hojas  3–10; pinnas 28–46 a cada lado, lineares, regularmente arregladas y patentes en el mismo plano, las medias 25–60 cm de largo y 1–3.5 cm de ancho, raquis 8–180 cm de largo; vaina, pecíolo y raquis moderada a densamente cubiertos con espinas cortas y negras, entremezcladas con espinas hasta 11 cm de largo, cafés o negras. Inflorescencias con bráctea peduncular moderada a densamente cubierta con espinas hasta 1 cm de largo, negras; raquillas (3–) 5–10 (–17), tríades dispersas entre las flores estaminadas en pares o solitarias. Frutos irregularmente elipsoides a obovoides, 3.3–4.5 cm de largo y 2.3–3.5 cm de diámetro, negro-purpúreos, perianto fructífero con anillo estaminodial.
Algunas veces el mono cara blanca trata de comer de sus frutos

## Distribución y hábitat
Es una especie común, se encuentra en bosques muy húmedos o más frecuentemente en áreas abiertas cerca de caños o ríos, en las zonas del atlántico y del pacífico en alturas de 0–240 (–800) metros. La floración y los frutos se producen  durante todo el año. Se encuentra desde México hasta al norte de Sudamérica y Trinidad. Ocasionalmente se comen los frutos.

## Taxonomía
Bactris major  fue descrita por Nikolaus Joseph von Jacquin y publicado en Selectarum stirpium americanarum historia, (ed. 1780-1781) 135, t. 263, f. 88. 1780.
Etimología

- Major: epíteto latino que significa "más grande"[5]

Variedades
- Bactris major var. infesta (Mart.) Drude in C.F.P.von Martius & auct. suc. (eds.), Fl. Bras. 3(2): 54 (1881).
- Bactris major var. major.
- Bactris major var. socialis (Mart.) Drude in C.F.P.von Martius & auct. suc. (eds.), Fl. Bras. 3(2): 359 (1881).[2]

Sinonimia
- Bactris ovata Stokes, Bot. Mat. Med. 4: 394 (1812), nom. illeg.
- Augustinea major (Jacq.) H.Karst., Linnaea 28: 395 (1857).
- Pyrenoglyphis major (Jacq.) H.Karst., Fl. Columb. 2: 141 (1869).[2]